# Silz (Pfalz)
Silz település Németországban, Rajna-vidék-Pfalz tartományban. Lakosainak száma 712 fő (2023. december 31.).

## Népesség
A település népességének változása:
| Lakosok száma | 815  | 776  | 759  | 714  | 731  | 712  |
|               | 1975 | 2017 | 2019 | 2021 | 2022 | 2023 |